# Liste des espèces d'Agave
En mai 2019, la base de Kew gardens : World Checklist of Selected Plant Families et les références de Plants of the World Online reconnaissent quelque 270 espèces d'Agave avec, en plus, un certain nombre d'hybrides naturels. Ceci en incluant les espèces anciennement dans les genres Manfreda et Polianthes. D'autres sources utilisent des circonscriptions différentes,,,,,.

## A

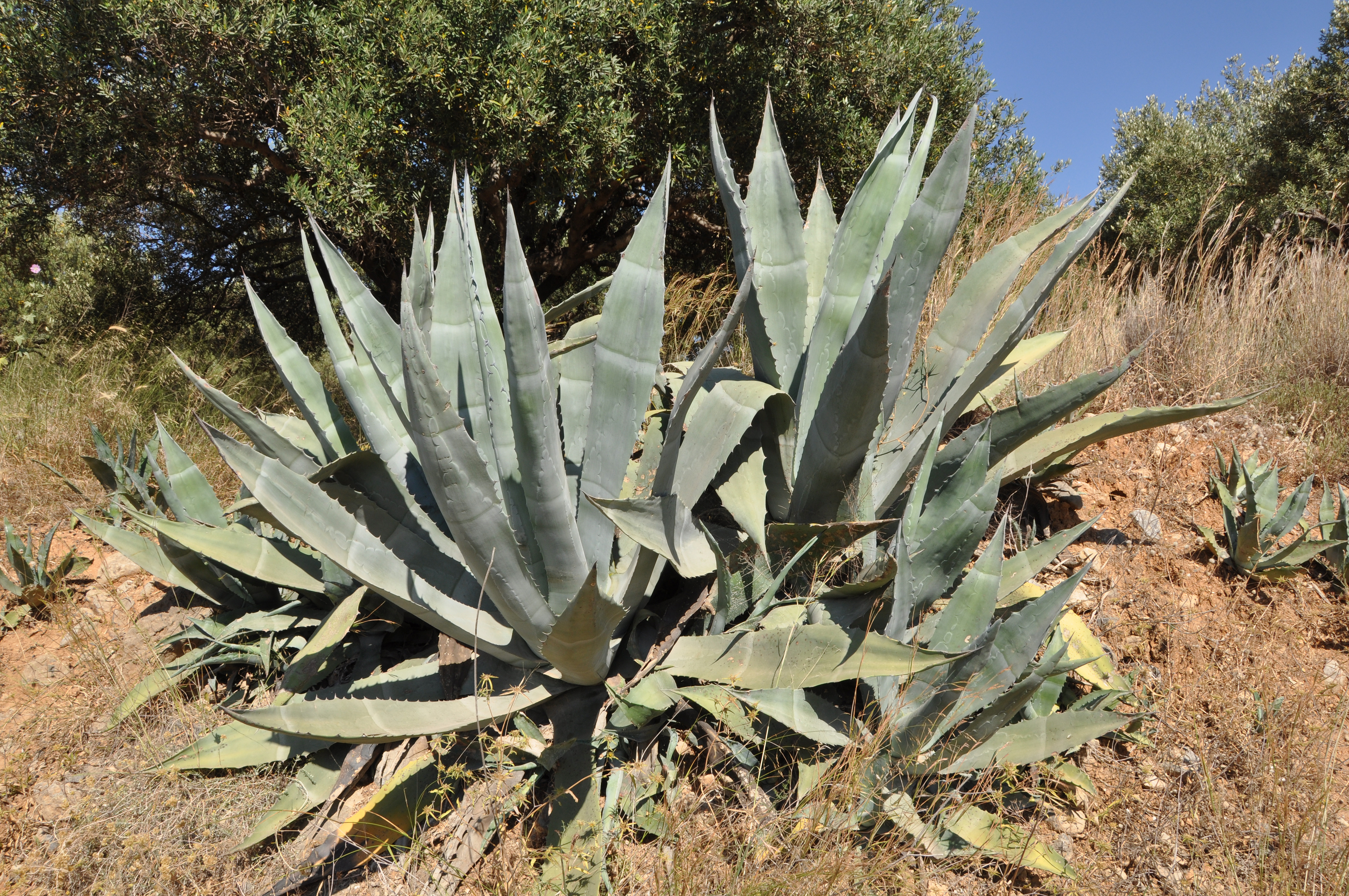
Agave americana

- Agave abisaii A.Vázquez & Nieves – Mexique (Jalisco)
- Agave acicularis Trel. - Cuba
- Agave acklinicola Trel. - Bahamas
- Agave × ajoensis W.C.Hodgs. - Comté de Pima en Arizona = A. deserti var. simplex × A. schottii var. schottii
- Agave aktites Gentry - Mexique (Sinaloa, Sonora)
- Agave albescens Trel. - Cuba
- Agave alboaustralis (E.Solano & Ríos-Gómez) Thiede - Oaxaca
- Agave albomarginata Gentry -  Nord-est du Mexique
- Agave albopilosa I.Cabral - Mexique (Nuevo León)
- Agave americana L. – Agave américaine - Mexique, Texas, Arizona ; naturalisée en Afrique, Eurasie, Australie, et plusieurs îles d'amérique du Sud
- Agave andreae Sahagún & A.Vázquez – Mexique (Michoacán)
- Agave angustiarum Trel. - Mexique
- Agave angustifolia Haw. - Mexique, Amérique centrale; naturalisé en Espagne, Afrique du Sud,sous-continent Indien, et diverses îles
- Agave anomala Trel. - Bahamas, Cuba
- Agave antillarum Descourt. - Cuba, Hispaniola
- Agave apedicellata Thiede & Eggli – Mexique (Jalisco, San Luis Potosí)
- Agave applanata Lem. ex Jacobi - Mexique
- Agave arcedianoensis Cházaro - Mexique (Jalisco)
- Agave × arizonica Gentry & J.H.Weber = A. chrysantha × A. toumeyana var. bella - Arizona
- Agave arubensis Hummelinck - Aruba
- Agave asperrima Jacobi –  - Texas, Coahuila, Durango, Zacatecas
- Agave atrovirens Karw. ex Salm-Dyck - Oaxaca, Puebla, Veracruz
- Agave attenuata Salm-Dyck – Agave cou de cygne,  Agave à queue de renard - Mexique ; naturalisée dans le sud de l'Australie
- Agave aurea Brandegee - Basse-Californie du Sud
- Agave avellanidens Trel. - Basse-Californie (État)
- Agave azurea R.H.Webb & G.D.Starr – Mexique (Basse-Californie du Sud)

## B
- Agave bahamana Trel. - Bahamas

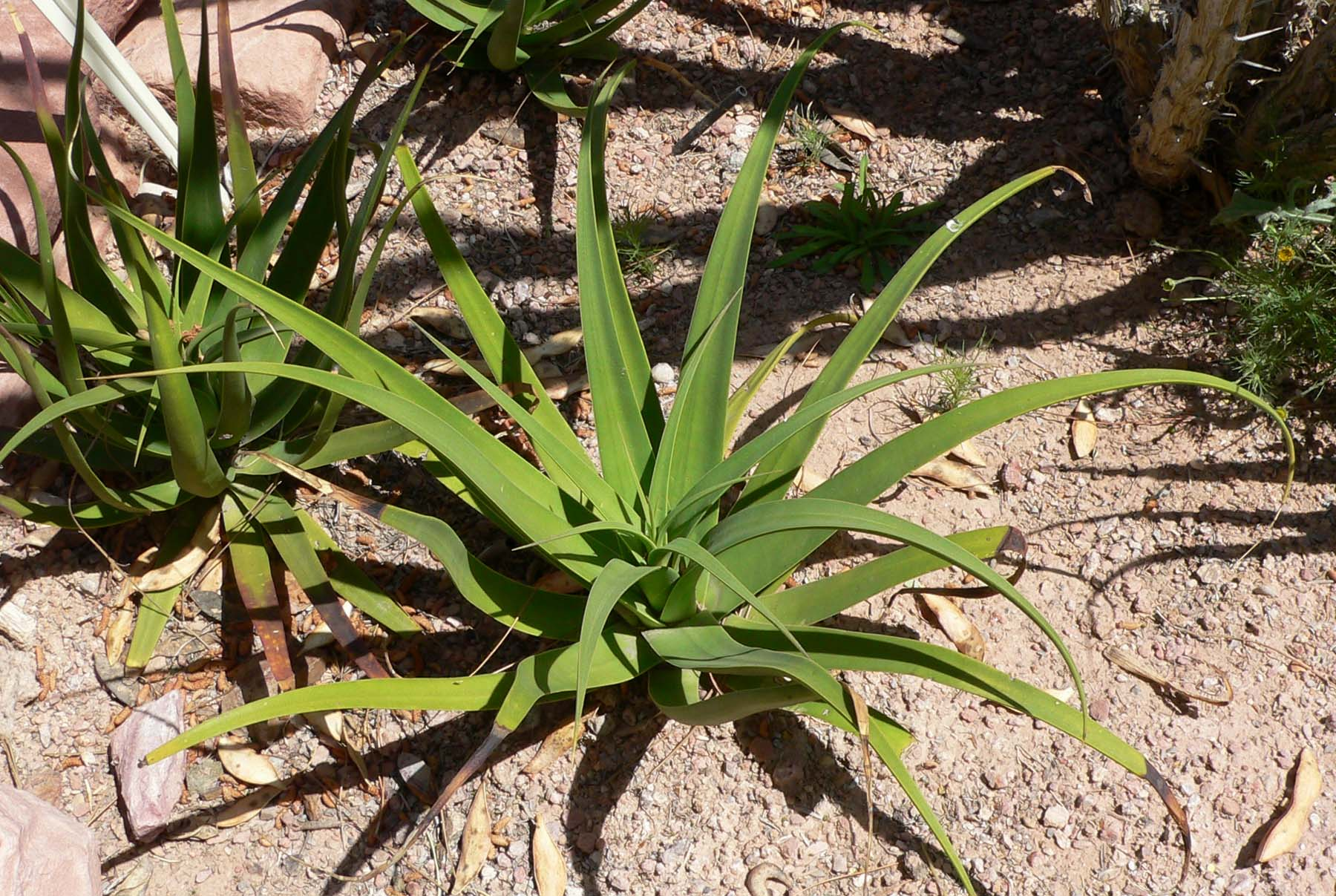
Agave bracteosa

- Agave beaulueriana Jacobi = Agave americana var. franzosinii
- Agave bicolor (E.Solano & García-Mend.) Thiede & Eggli – Mexico (Oaxaca)
- Agave boldinghiana Trel. - Curaçao, Bonaire
- Agave bovicornuta Gentry – Cowhorn Agave - Chihuahua, Sinaloa, Sonora
- Agave braceana Trel. - Bahamas (Îles Abacos)
- Agave bracteosa S.Watson ex Engelm. – Agave calamar - Mexique (Coahuila, Nuevo León)
- Agave brevipetala Trel. - Hispaniola
- Agave brevispina Trel. - Hispaniola
- Agave brittoniana Trel. - Cuba
- Agave brunnea S.Watson – NE. Mexique
- Agave bulbulifera (Castillejos & E.Solano) Thiede – Mexique (Guerrero)
- Agave bulliana (Baker) Thiede & Eggli - Mexique

## C

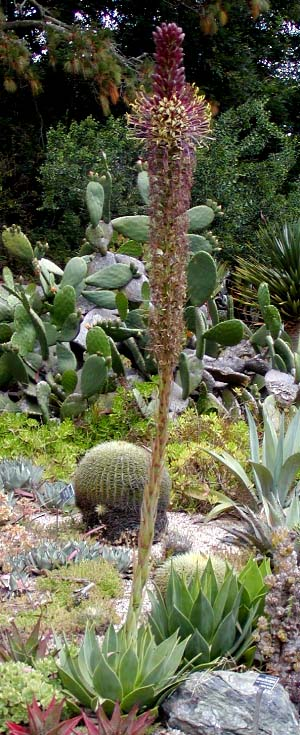
Agave chiapensis

- Agave cacozela Trel. - Bahamas (Eleuthera)
- Agave cajalbanensis A.Álvarez - Cuba
- †Agave calodonta A.Berger - éteinte
- Agave cantala (Haw.) Roxb. ex Salm-Dyck – Cantala - Mexico, El Salvador, Honduras
- Agave capensis Gentry  - Basse-Californie du Sud = Agave aurea var. capensis
- Agave caribaeicola Trel. -  Antilles
- Agave caymanensis Proctor - Îles Caïmans
- Agave cerulata Trel. -  Basse-Californie
- Agave chamelensis (E.J.Lott & Verh.-Will.) Thiede & Eggli – Mexique (Jalisco)
- Agave chazaroi A.Vázquez & O.M.Valencia - Jalisco
- Agave chiapensis Jacobi - Oaxaca, Chiapas, Guatemala
- Agave chrysantha Peebles –  Agave aux fleurs d'or - Arizona
- Agave chrysoglossa I.M.Johnst. - Basse-Californie (État), Sonora
- Agave cocui Trel. - Colombie, Venezuela (incl ile Margarita), Aruba, Bonaire, Curaçao
- Agave coetocapnia (M.Roem.) Govaerts & Thiede – Mexique
- Agave collina Greenm. - Morelos, Guerrero
- Agave colorata Gentry – Mescal ceniza - Sinaloa, Sonora
- Agave confertiflora Thiede & Eggli – Mexique (Chihuahua)
- Agave congesta Gentry - Chiapas
- Agave convallis Trel. - Oaxaca
- Agave cremnophila - Oaxaca[7]
- Agave cundinamarcensis A.Berger - Colombie
- Agave cupreata Trel. & A.Berger - Guerrero, Michoacán

## D

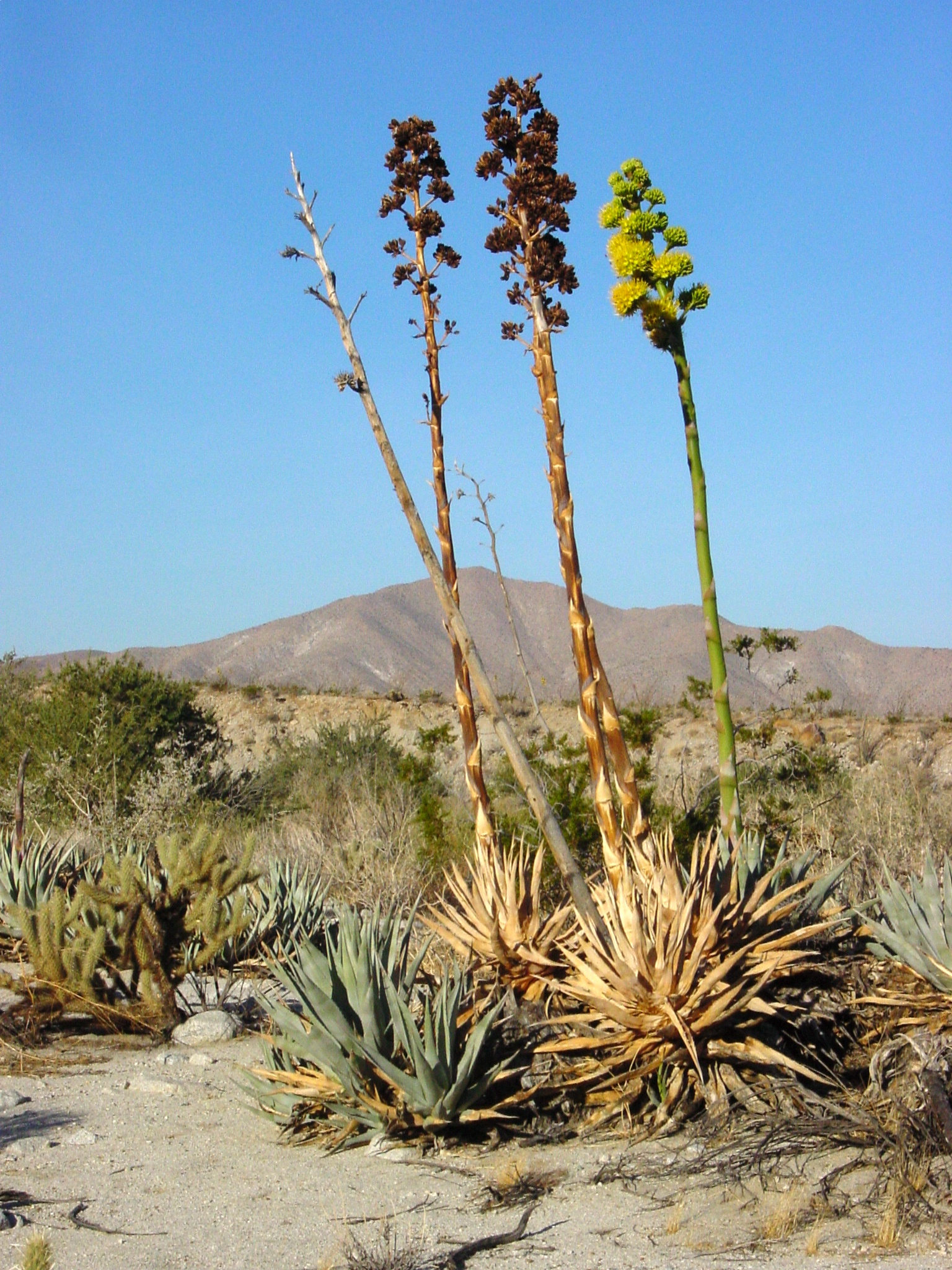
Agave deserti

- Agave dasylirioides Jacobi & C. D. Bouché - Morelos, État de Mexico
- Agave datylio F. A. C. Weber - Basse-Californie du Sud
- Agave debilis A. Berger – C. & SW. Mexique (Hidalgo)
- Agave decipiens Baker – Faux Sisal - Floride; naturalisé dans certaines parties de l'Afrique
- Agave delamateri W. C. Hodgs. & Slauson - Arizona
- Agave demeesteriana Jacobi - Sinaloa, Veracruz
- Agave deserti Engelm.  – l'Agave du Désert - Basse-Californie (État),  Californie, Arizona
- Agave difformis A. Berger - Hidalgo, San Luis Potosí
- Agave doctorensis L. Hern. & Magallán – Mexique (Querétaro)
- Agave dolichantha Thiede & Eggli – Mexique (Jalisco, Michoacán)
- Agave durangensis Gentry - Durango, Zacatecas
- Agave dussiana Trel.  - Petites Antilles

## E
- Agave eggersiana Trel.  – Agave sainte-Croix - les Îles Vierges américaines (ste Croix, Saint-Thomas)
- Agave ehrenbergii Jacobi - Cuba = Agave mitis Mart.
- Agave ellemeetiana Jacobi – Mexique (Veracruz, Oaxaca)
- Agave ensifera Jacobi  – NE du Mexique
- Agave evadens Trel.  - Trinidad,  Antilles vénézuélienne (île Margarita)

## F
- Agave felgeri Gentry – Mescalito - Sonora
- Agave filifera Salm-Dyck – Fil-des feuilles d'Agave - Querétaro au Mexique de l'État, Aguascalientes, Hidalgo, San Luis Potosí
- Agave flexispina Trel.  - Chihuahua, Durango
- Agave fortiflora Gentry - Sonora
- Agave fourcroydes Lem.  – De l'Henequen, Maguey de l'Henequen, Mexicain Sisal - Mexique, Guatemala; naturalisé dans les Antilles, Italie, Îles Canaries
- Agave funkiana K. Koch & C. D. Bouché – Ixtle de Jaumav - Mexique (dans l'état de Tamaulipas au Chiapas)
- Agave fusca (Ravenne) Thiede & Eggli – Guatemala

## G

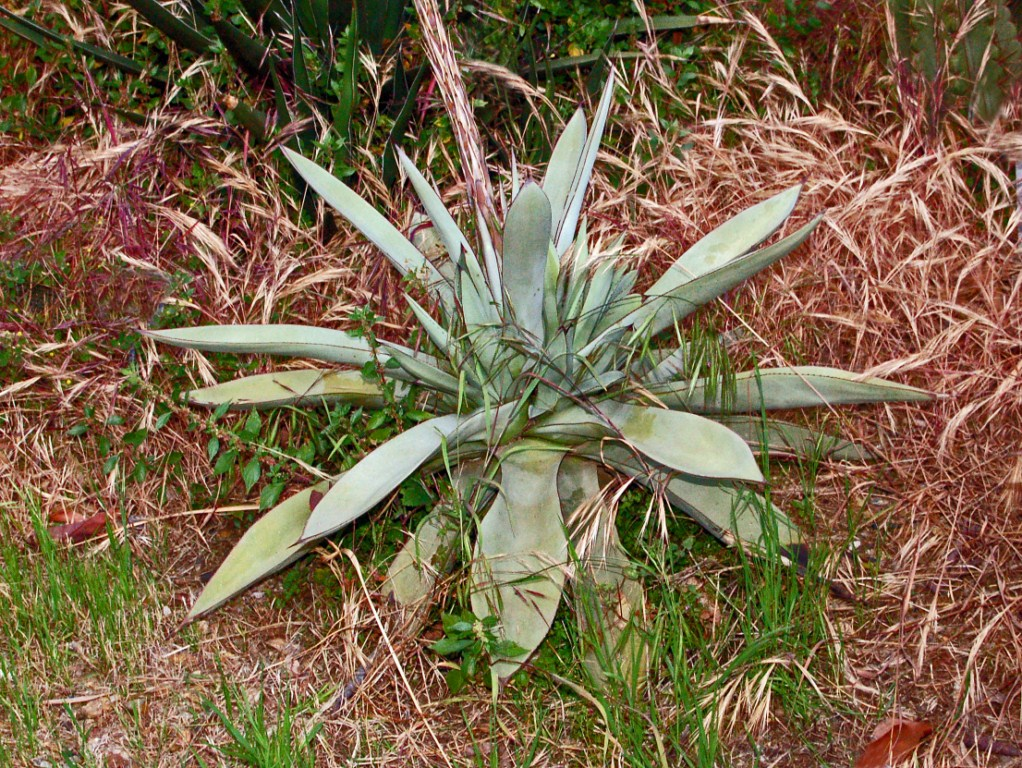
Agave guiengola

- Agave galvaniae (A. Castañeda – Mexico ( État de México)
- Agave garciae-mendozae Galván & L. Hern.  - Hidalgo
- Agave geminiflora (Tagl.) Ker Tout Gawl.  - Nayarit
- Agave gentryi B. Ullrich - Nuevo León, Querétaro
- Agave ghiesbreghtii Lem. ex-Jacobi - Mexique, Guatemala
- Agave gigantensis Gentry - Sierra de la Giganta en Baja California Sur
- Agave gilbertii A. Berger - Mexique
- Agave × glomeruliflora (Engelm.A. Berger = A. havardiana × A. lechuguilla - dans l'état de Coahuila, de l'ouest du Texas
- Agave gomezpompae Cházaro & Jimeno-Sevilla - Veracruz
- Agave gracielae Galvan & Zamudio – Mexique (Querétaro)
- Agave gracilipes Trel.  – Maguey de pastizal tout au, Slimfoot Usine de Siècle - Chihuahua, le sud du Nouveau-Mexique, du Texas occidental
- Agave gracillima A. Berger – Mexique (Durango, Jalisco, Nayarit)
- Agave graminifolia (Rose) Govaerts & Thiede – NE. Mexique (à Jalisco)
- Agave grisea Trel.  - Cuba
- Agave guadalajarana Trel.  – Maguey chato - Jalisco, Nayarit
- Agave guerrerensis (Matuda) G. D. Rowley – Mexique (état de Guerrero)
- Agave guiengola Gentry - Oaxaca
- Agave guttata Jacobi & C. D. Bouché – NE. Mexique (à Jalisco)
- Agave gypsophile Gentry - Colima, Guerrero, Jalisco

## H
- Agave harrisii Trel.  - Jamaïque
- Agave hauniensis J. B. Petersen – C. Mexique (à l'état de Guerrero)
- Agave havardiana Trel.  – Havard de l'Usine de Siècle, Chisos d'Agave, Maguey de Havard - Chihuahua, Coahuila, au Texas
- Agave hiemiflora Gentry - Chiapas, le Guatemala
- Agave hookeri Jacobi - Jalisco, Michoacán
- Agave horrida Lem. ex-Jacobi - Morelos, Veracruz, Oaxaca
- Agave howardii (Verh.-Va.) Thiede & Eggli – Mexique (Jalisco, Colima)
- Agave hurteri Trel.  - Guatemala

## I–J
- Agave impressa Gentry - Sinaloa
- Agave inaequidens K.Koch - Mexico
- Agave inaguensis Trel. - Bahamas (Inagua), Turks & Caicos Islands
- Agave indagatorum Trel. - Bahamas (Watling Island)
- Agave intermixta Trel. - Haiti
- Agave involuta (McVaugh) Thiede & Eggli – Mexico (S. Zacatecas, SE. Nayarit, Jalisco)
- Agave isthmensis A.García-Mend. & F.Palma - Oaxaca, Chiapas
- Agave jaiboli Gentry - Sonora, Chihuahua
- Agave jaliscana (Rose) A.Berger – W. Mexico (to Durango)
- Agave jarucoensis A.Álvarez - Cuba
- Agave jimenoi Cházaro & A.Vázquez – Mexico (Veracruz)
- Agave justosierrana (García-Mend.) Thiede – Mexico (Guerrero)

## K–L
- Agave karatto Mill. -  Antilles

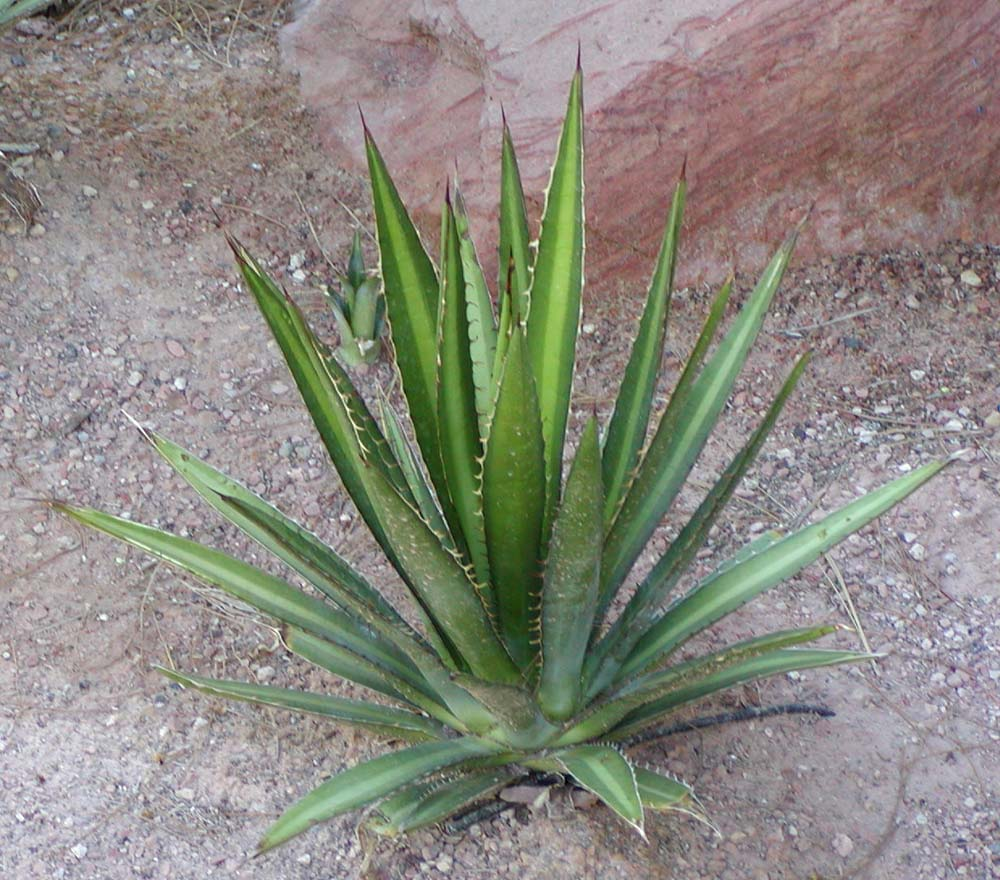
Agave lechuguilla

- Agave karwinskii Zucc. - Oaxaca, Puebla
- Agave kavandivi García-Mend. & C.Chávez – Mexique (Oaxaca)
- Agave kerchovei Lem. - Hidalgo, Oaxaca, Puebla
- Agave kewensis Jacobi - Chiapas
- Agave kristenii A.Vázquez & Cházaro – Mexique (Michoacán)
- Agave lagunae Trel. - Guatemala (Amatitlán)
- Agave lechuguilla Torr. – Agave lecheguilla, Lecheguilla, Lechuguilla, Maguey lechuguilla - northern Mexico, New Mexico, Texas
- Agave littoralis (García-Mend. – Mexique (Guerrero, Oaxaca)
- Agave longibracteata (Verh.-Will.) Thiede & Eggli – Mexique (Michoacán)
- Agave longiflora (Rose) G.D.Rowley – S. Texas et Mexique (Tamaulipas, Nuebo León)
- Agave longipes Trel. - Jamaique

## M
- Agave macroacantha Zucc. - Puebla, Oaxaca
- Agave maculata Regel – S. Texas to NE. Mexico
- Agave madrensis Villarreal – Mexico (Nuevo León)
- Agave manantlanicola Cuevas & Santana-Michel - Jalisco
- Agave mapisaga Trel. - Mexico
- Agave margaritae Brandegee - Baja California Sur
- Agave maria-patriciae Cházaro & Arzaba – Mexico (Veracruz)
- Agave marmorata Roezl - Puebla, Oaxaca
- Agave maximiliana Baker - Mexico
- Agave mckelveyana Gentry – Mckelvey Agave, McKelvey's Century Plant - Arizona (Yavapai + Mohave Cos)
- Agave melanacantha Lem. ex Jacobi – C. Cuba
- Agave michoacana (M.Cedano – Mexico (Michoacán)
- Agave microceps (Kimnach) A.Vázquez & Cházaro - Sinaloa
- Agave millspaughii Trel. - Bahamas (Exuma)

- Agave minor Proctor - Puerto Rico

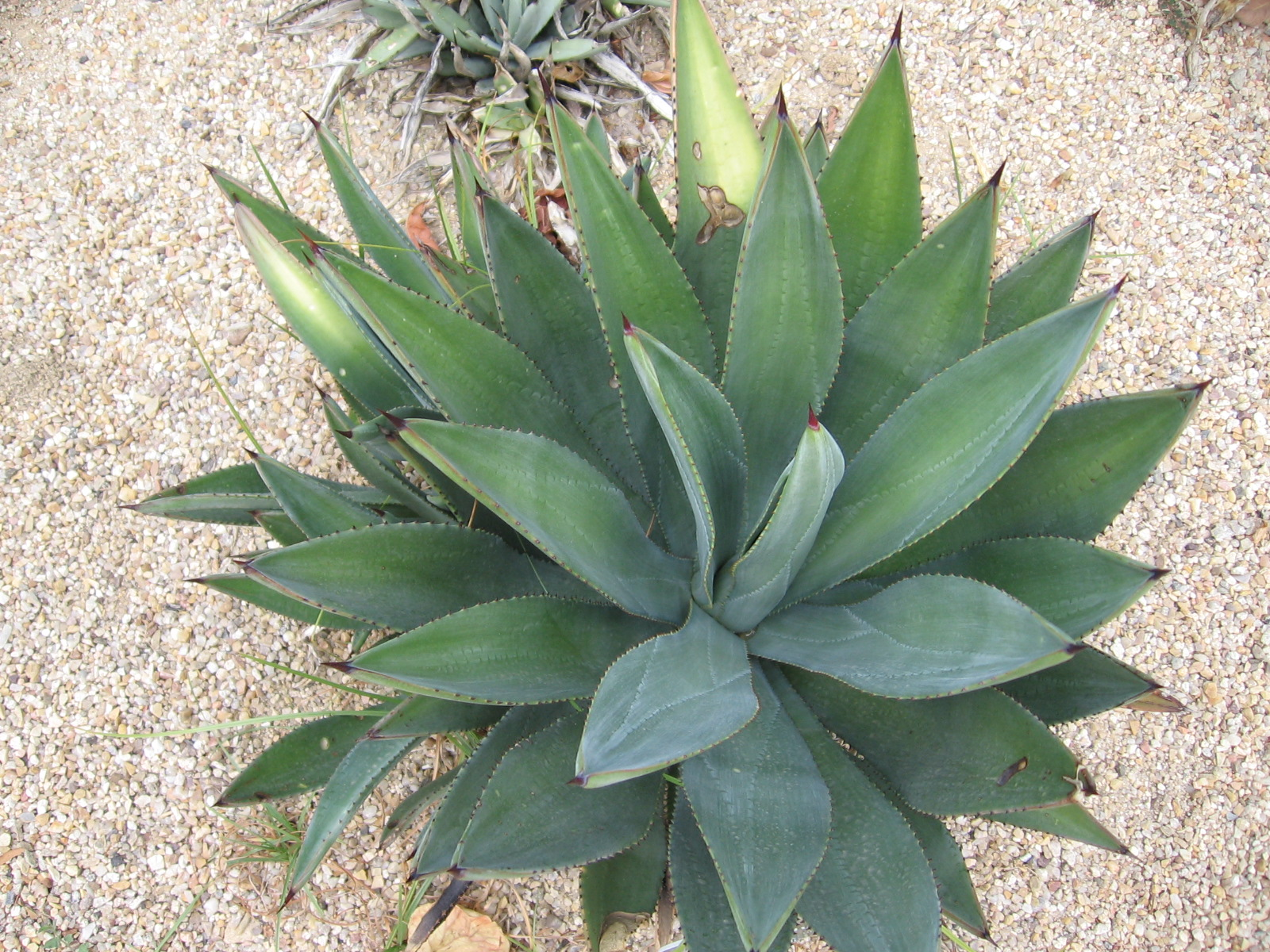
A. murpheyi

- Agave missionum Trel. – Corita - Puerto Rico, U.S. Virgin Islands
- Agave mitis Mart. - Hidalgo
- Agave montana Villarreal - Nuevo León
- Agave montium-sancticaroli García-Mend. - Tamaulipas
- Agave moranii Gentry - Baja California
- Agave multicolor (E.Solano & Dávila) Thiede – Mexico (Guanajuato)
- Agave multifilifera Gentry - Chihuahua, Durango, Sinaloa
- Agave murpheyi Gibson – Maguey Bandeado, Murphey Agave, Murphey's Century Plant, Hohokam Agave - Arizona, Sonora

## N
- Agave nanchititlensis (Matuda) ined. – Mexico (México State)
- Agave nashii Trel. - Bahamas (Inagua)
- Agave nayaritensis Gentry - Sinaloa, Nayarit
- Agave neglecta Small – wild century plant = Agave weberi
- Agave neocernua Thiede - Jalisco
- Agave neonelsonii Thiede & Eggli – Mexico (Durango)
- Agave neopringlei Thiede & Eggli – Mexico
- Agave nickelsiae Rol.-Goss. - Coahuila
- Agave nizandensis Cutak – Dwarf Octopus Agave - Oaxaca
- Agave nuusaviorum García-Mend. - Oaxaca

## O
- Agave oaxacana (García-Mend. & E.Solano) Thiede – Mexico (Oaxaca)
- Agave obscura Schiede ex Schltdl. - Mexico
- Agave ocahui Gentry - Sonora
- Agave offoyana De Smet ex Jacobi – Cuba (Villa Clara)
- Agave ornithobroma Gentry – Maguey pajarito - Nayarit, Sinaloa
- Agave oroensis Gentry - Zacatecas
- Agave ortgiesiana (Baker) Trel. in L.H.Bailey - Colima, Jalisco
- Agave oteroi G.D. Starr & T.J. Davis - Oaxaca
- Agave ovatifolia G.D.Starr & Villarreal - Nuevo León

## P–Q

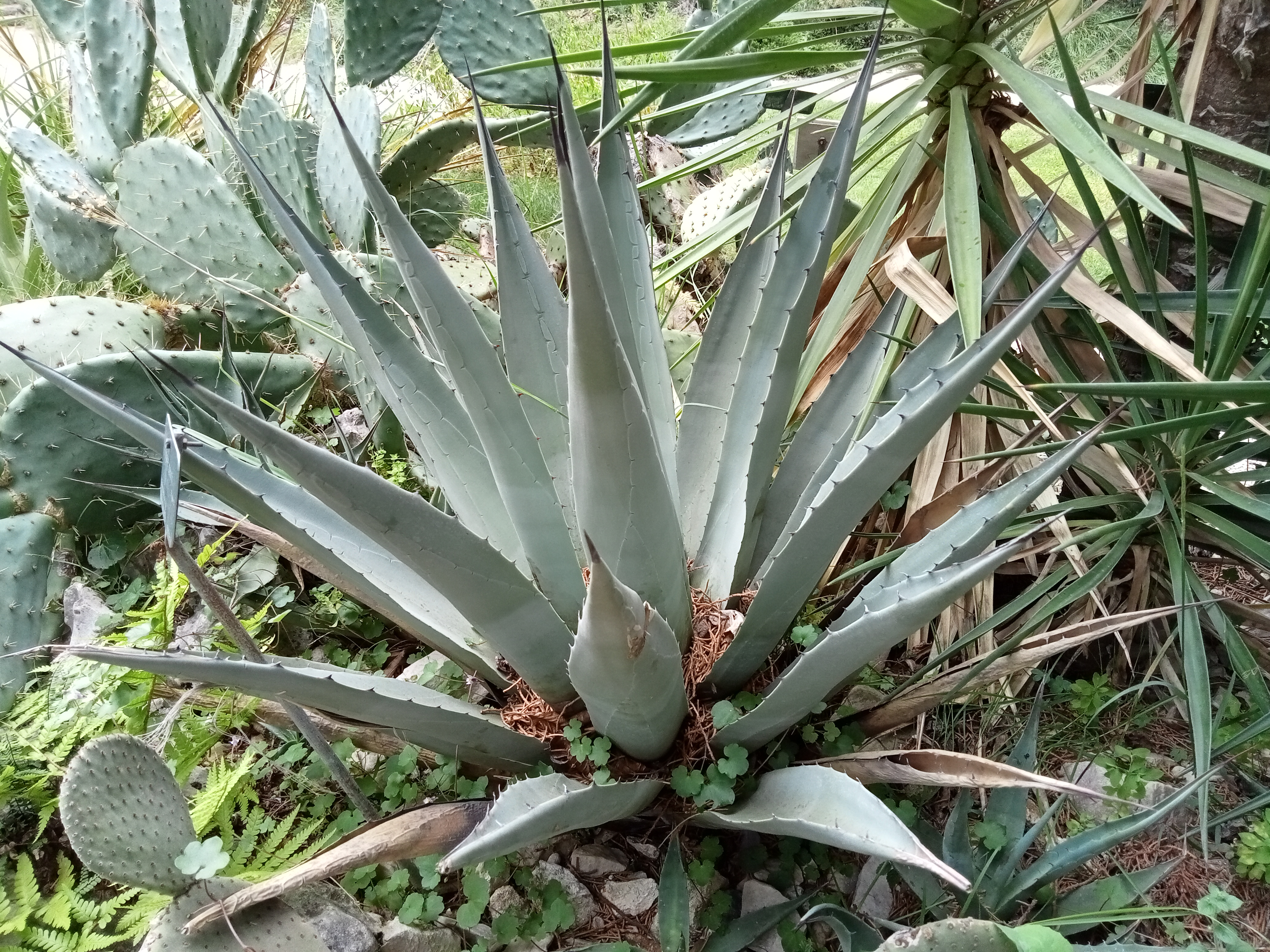
Agave parryi

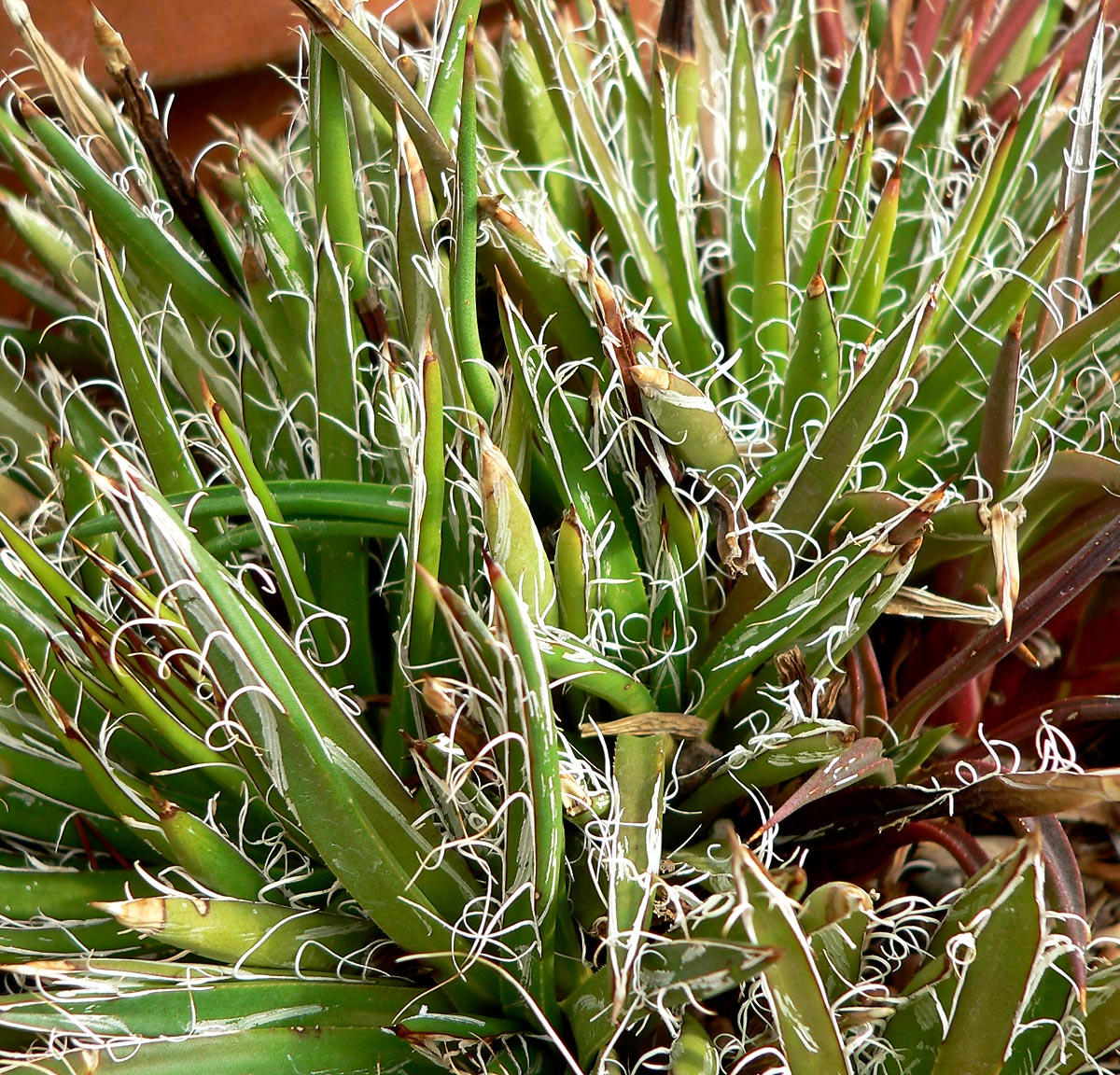
Agave parviflora

- Agave pablocarrilloi A.Vázquez – Mexico (Colima)
- Agave pachycentra Trel. - Chiapas, Guatemala, El Salvador, Honduras
- Agave palmeri Engelm. – Maguey de tlalcoyote, Palmer Agave, Palmer Century Plant, Palmer's Century Plant - Sonora, Chihuahua, Arizona, New Mexico
- Agave palustris (Rose) Thiede & Eggli – Mexico (Durango, Nayarit)
- Agave panamana Trel. – Panama
- Agave paniculata (L.Hern. – Mexico (Yucatán)
- Agave papyrocarpa Trel. - Cuba (Isla de la Juventud)
- Agave parrasana A.Berger - Coahuila
- Agave parryi Engelm. – Mezcal yapavai, Parry Agave, Parry's Agave - Chihuahua, Durango, Guanajuato, Arizona, New Mexico, Texas
- Agave parva (Aarón Rodr.) Thiede – Mexico (Guerrero)
- Agave parvidentata Trel. - El Salvador, Honduras
- Agave parviflora Torr. in W.H.Emory – Maguey sbari, Smallflower Agave, Smallflower Century Plant, Little Princess Agave - Arizona, Sonora, Chihuahua
- Agave pax Gir.-Cañas - Colombia
- Agave peacockii Croucher - Puebla, Oaxaca
- Agave pelona Gentry – Bald Agave - Sonora
- Agave pendula Schnittsp.  - Chiapas, Veracruz, Guatemala
- Agave petiolata Trel. - Curaçao
- Agave petrophila A.García-Mend. & E.Martínez - Puebla, Oaxaca, Guerrero
- Agave petskinil (R.A.Orellana – Mexico (Yucatán)
- Agave phillipsiana W.C.Hodgs. - Arizona (Coconino Co)
- Agave pintilla S.González - Durango
- Agave planifolia S.Watson – Mexico (Sonora, Chihuahua)
- Agave platyphylla (Rose) Thiede & Eggli – Mexico (Durango, Zacatecas, Jalisco)
- Agave polianthes Thiede & Eggli – C. & S. Mexico
- Agave polianthiflora Gentry - Chihuahua, Sonora
- Agave polyacantha Haw. - Oaxaca, San Luis Potosí, Tamaulipas, Veracruz
- Agave potatorum Zucc. – Drunkard Agave - Puebla, Oaxaca
- Agave potosina B.L.Rob. & Greenm. – NE. Mexico
- Agave potreriana Trel. - Mexico
- Agave pratensis A.Berger – Mexico (Jalisco, Nayarit)
- Agave pringlei Engelm. ex Baker – Mexico (N. Baja California)
- Agave producta Thiede & Eggli – Mexico (Guerrero)
- Agave promontorii Trel. - Baja California Sur
- Agave pubescens Regel & Ortgies – Mexico (Morelos, Oaxaca, Chiapas)
- Agave × pumila De Smet ex Baker = A. asperrima × A. nickelsiae - Coahuila
- Agave quilae (Art.Castro & Aarón Rodr.) Thiede & Govaerts - Mexico (Jalisco)

## R
- Agave revoluta Klotzsch – Mexico (México State)
- Agave rhodacantha Trel. - Mexico
- Agave rosei Thiede & Eggli – Mexico (Nayarit)
- Agave rovelliana Tod. - Texas
- Agave rutteniae Hummelinck - Aruba
- Agave rzedowskiana P.Carrillo - Sinaloa, Jalisco

## S

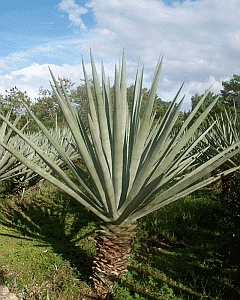
Agave sisalana

- Agave salmiana Otto ex Salm-Dyck – Pulque, Maguey, Maguey de montaña - Mexico; naturalized in South Africa, Canary Islands
- Agave scabra Ortega – Mexico to Nicaragua
- Agave scaposa Gentry - Oaxaca, Puebla
- Agave schidigera Lem. - northern + central Mexico
- Agave schneideriana A.Berger - Puebla
- Agave schottii Engelm. – Maguey puercoesp n, Schott Agave, Schott's Century Plant, Shindagger, Leather Agave - Sonora, Arizona, New Mexico
- Agave sebastiana Greene - Baja California
- Agave seemanniana Jacobi - Oaxaca, Chiapas, Costa Rica, Nicaragua, Guatemala, Honduras
- Agave shaferi Trel. - Cuba
- Agave shawii Engelm. – Coastal Agave, Maguey primavera - Baja California, California (San Diego Co)
- Agave shrevei Gentry - Chihuahua, Sonora
- Agave sileri (Verh.-Will.) Thiede & Eggli – SC. Texas to Mexico (Tamaulipas)
- Agave singuliflora (S.Watson) A.Berger – N. Mexico
- Agave sisalana Perrine – Maguey de Sisal, Sisal, Sisal Hemp - Chiapas; widely cultivated for fiber; naturalized in Spain, Ecuador, Queensland, Central America, parts of Asia + Africa, various islands
- Agave sobolifera Houtt. - Cuba, Jamaica
- Agave sobria Brandegee - Baja California Sur
- Agave spicata Cav. - Hidalgo
- Agave stictata Thiede & Eggli – Mexico (México State, Guerrero, Oaxaca)
- Agave striata Zucc. - northeastern Mexico
- Agave stricta Salm-Dyck - Oaxaca, Puebla
- Agave stringens Trel. - Jalisco
- Agave subsimplex Trel. - Sonora

## T
- Agave tecta Trel. - Guatemala

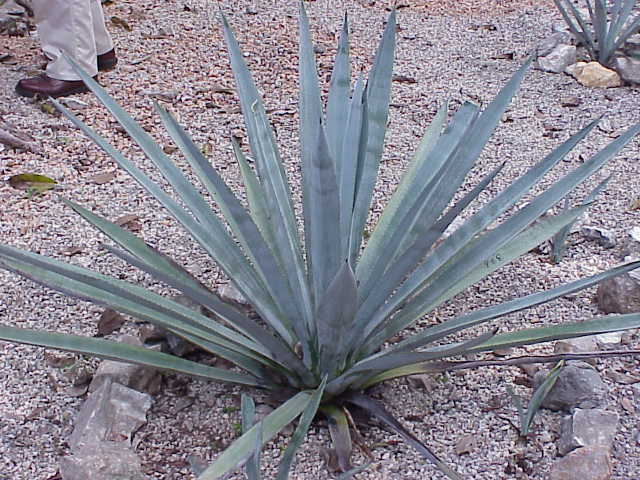
Agave tequilana

- Agave temacapulinensis A.Vázquez & Cházaro – Mexico (Jalisco)
- Agave tenuifolia Zamudio & E.Sánchez - Querétaro
- Agave tequilana F.A.C.Weber – Mezcal azul tequilero, Tequila Agave, Weber Blue Agave - Mexico
- Agave thomasiae Trel. - Guatemala
- Agave titanota Gentry - Puebla, Oaxaca
- Agave toumeyana Trel. – Toumey Agave, Toumey's Century Plant - Arizona
- Agave triangularis Jacobi - Puebla, Oaxaca
- Agave tubulata Trel. - Cuba
- Agave turneri R.H.Webb & Salazar-Ceseña - Baja California

## U–V

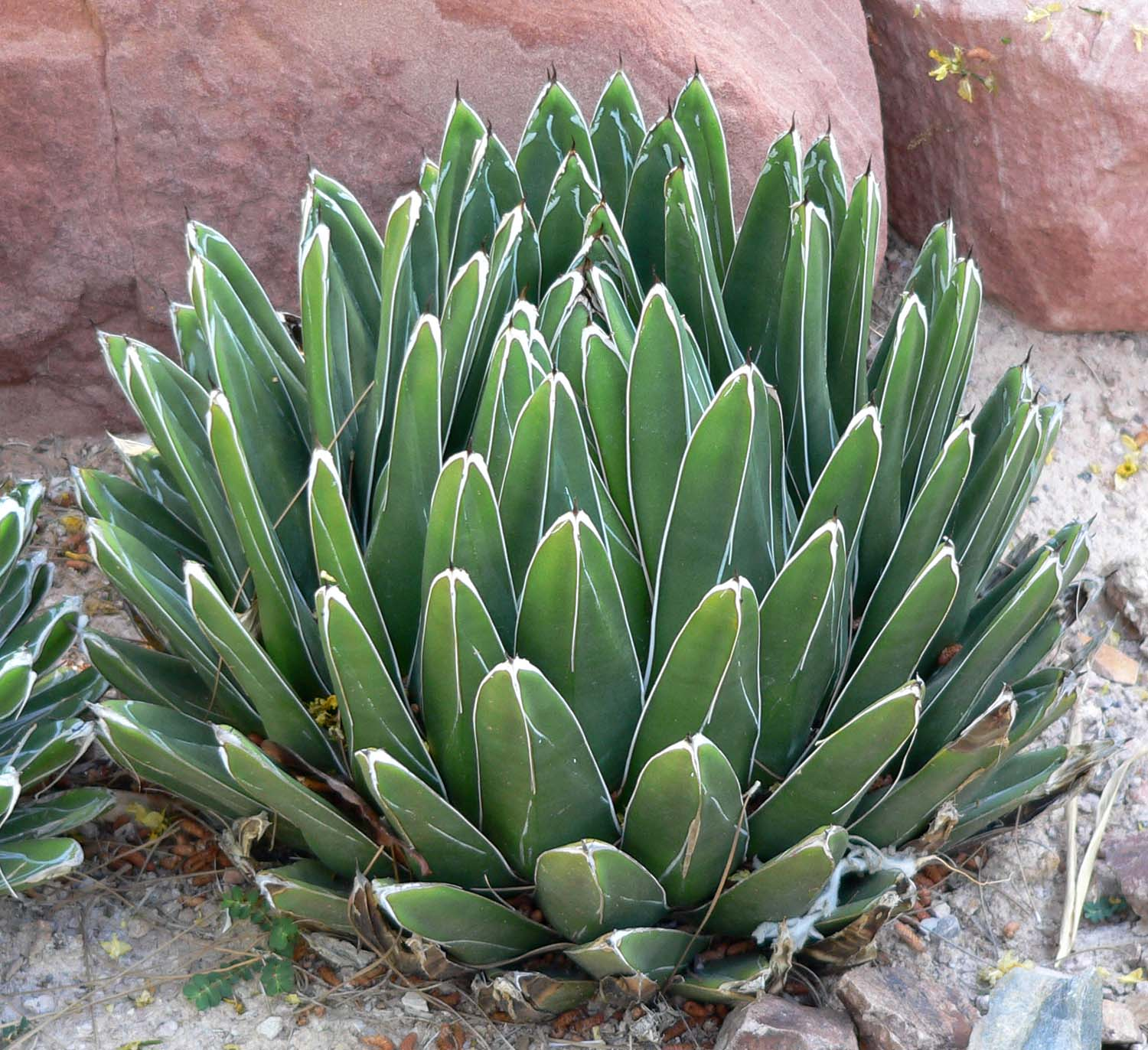
Agave victoriae-reginae

- Agave umbrophila (García-Mend.) Thiede – Mexico (Guerrero, Oaxaca)
- Agave underwoodii Trel. - Cuba
- Agave undulata Klotzsch – Mexico (Tamaulipas)
- Agave univittata Haw. - Mexico, Texas
- Agave utahensis Engelm. in S.Watson – Utah Agave - Utah, Nevada, California, Arizona
- Agave valenciana Cházaro & A.Vázquez - Jalisco
- Agave variegata Jacobi – S. Texas to Mexico
- Agave vazquezgarciae Cházaro & J.A.Lomelí - Jalisco
- Agave vera-cruz Mill. - Veracruz, Oaxaca; naturalized in Indian Subcontinent, Thailand, various islands
- Agave verdensis W.C.Hodgs. & Salywon – Arizona
- Agave verhoekiae (García-Mend.) Thiede – Mexico (Oaxaca)
- Agave vicina Trel. - Netherlands Antilles, Venezuelan Antilles
- Agave victoriae-reginae T.Moore – Queen Victoria's Agave - Coahuila, Nuevo Leon, Durango
- Agave vilmoriniana A.Berger – Octopus Agave - Mexico
- Agave virginica L. – C. & E. U.S.A. to NE. Mexico
- Agave vivipara L. - Netherlands Antilles, Venezuelan Antilles; naturalised in parts of Australia + Africa
- Agave vizcainoensis Gentry - Baja California Sur

## W–Z
- Agave wallisii Jacobi - Colombie
- Agave warelliana Baker - Veracruz, Oaxaca, Chiapas
- Agave weberi J. F. Cels ex J. Poiss.  – Maguey liso, Weber Usine de Siècle, Weber Agave - San Luis Potosí, dans l'état de Tamaulipas; naturalisé dans le sud du Texas
- Agave wercklei F. A. C. Weber ex Wercklé - Costa Rica; naturalisé dans certaines parties de l'Afrique
- Agave wildingii Tod.  - Cuba
- Agave wocomahi Gentry - Sonora, Chihuahua, Durango, Sinaloa, Jalisco
- Agave xylonacantha Salm-Dyck – Siècle de l'Usine, Maguey diente de tiburn - Hidalgo, San Luis Potosi
- Agave yavapaiensis W. C. Hodgs. & Salywon – Arizona
- Agave zapopanensis (E. Solano & Ríos-Gómez) Thiede – Mexique (Jalisco)
- Agave zebra Gentry - Sonora

## Précédemment inclus
Les espèces des genres Manfreda et Polianthes sont inscrites dans les Agave.
- Agave argyrophylla, synonyme de Furcraea parmentieri
- Agave aspera, syn. de Furcraea hexapetala
- Agave australis, syn. de Furcraea hexapetala
- Agave bulbosa, syn. de Furcraea foetida
- Agave campanulata, syn. de Furcraea tuberosa
- Agave commelyni, syn. de Furcraea foetida
- Agave cubensis, syn. de Furcraea hexapetala
- Agave foetida, syn. de Furcraea foetida
- Agave funifera, syn. de Hesperaloe funifera
- Agave gigantea, syn. de Furcraea foetida
- Agave hexapetala, syn. de Furcraea hexapetala
- Agave madagascariensis, syn. de Furcraea foetida
- Agave odorata, syn. de Furcraea hexapetala
- Agave spinosa, syn. de Furcraea tuberosa
- Agave toneliana, syn. de Furcraea parmentieri
- Agave tuberosa Mill. 1768 not (L.) Thiede & Eggli 1999, syn. de Furcraea tuberosa